# Нижняя Мосоловка
Ни́жняя Мосо́ловка — село Верхне-Мосоловского сельсовета Усманского района Липецкой области.
Возникла в первой половине XVIII века. Упоминается в документах 1782 года. Название — от наименования деревни Мосоловка (ныне Верхняя Мосоловка). Селение возникло чуть ниже по течению речки Мосоловки более бедным населением, которое назвало его Телешовкой.
Поселение было основано однодворцами, выходами из Усмани, Песковатки, Студенок, Куликова, Поддубровки, Отрожек.
В 1846 г. был открыт собственный приход. В 1853 г. на средства прихожан была построена однопрестольная каменная холодная церковь. Престол освящен в честь святых бессеребренников Косьмы и Дамиана (1 ноября по старому стилю).  10 февраля 1886 г. в с. Нижней Мосоловке была открыта церковно-приходская школа. Небольшое деревянное здание было плохо приспособлено для занятий: без фундамента, с крытой соломой крышей, состоящее всего из одной комнаты 7 на 7 аршин (25 кв. м.), - не могло вместить всех желающих. До конца 19 в. число учащихся колебалось от 20 до 30 человек, тогда как число детей школьного возраста (от 7 до 14 лет) составляло более 150 мальчиков и 180 девочек.
Школа была открыта священником храма Дмитрием Алексеевичем Высокополянским, окончившим курсы тамбовской духовной семинарии. Он же стал ее первым заведующим в возрасте 42 лет. С 1886 по 1894 г. вместе с ним преподавал дьякон Михаил Алексеевич Цветаев (26 лет), уволенный из 1-го класса Тамбовской духовной семинарии, но имевший свидетельство на право учительства, выданное Борисоглебским училищным советом. С 1880 по 1886 гг. работал в земской школе. В марте 1894 г. его сменил дьякон Тимофей Иванович Спасский (23 лет), студент Донской духовной семинарии.
В 1943 году церковь разрушили, а кирпич пошёл на строительство шоссе Р119 Орёл — Тамбов. В 1955 году из оставшегося кирпича был построен клуб.

## Население
| 2010 | 2011 |
| ---- | ---- |
| 89   | →89  |

## Даты
- 1964 — построено правление
- 1968 — построен новый магазин
- 1992 — колхоз имени Кирова реорганизован в сельхозкооператив имени Кирова